# 動物森友會系列
動物森友會（又译作）是任天堂所推出的社交模擬系列，遊戲中玩家生活在一個由擬人動物居住的村莊，展开各种活动。系列以其开放性著称，并大量使用游戏机内置时钟和日历模拟真实时间。

## 游戏

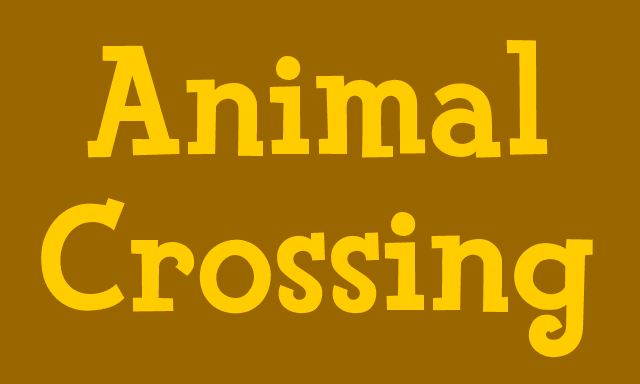
歐美版現行標識

### 玩法
《動物森友會》一款生命模擬類型遊戲。在遊戲中，玩家扮演一個叫做“村民/島民代表”（The Villager）的人類角色，居住在擬人化動物村莊，並在此定居生活，開展各項活動。由於遊戲玩法為開放式玩法，並未給玩家制定明確的遊玩目標。因此玩家可在村莊中無拘無束的進行各項活動，可以發揮自己的創意設計該地區，捕捉稀有魚類或昆蟲等等（如：培養異色花草樹木，與村民進行交談或互贈禮物和信件等）。
遊戲中的時間以設備時間為準，因此遊戲中囊括了季節、天氣和晝夜系統。在不同的日子或時間段中則有相應的節日活動（節/假日除外）、天氣情況或是村莊事件隨機發生（如：聖誕節派發禮物，雨季、店舖開業或打烊等）。
遊戲的特殊之處在於其特殊的定製和蒐集機制。在遊戲中，玩家可根據自身需求進行定製，定製內容並不局限于人物外觀或服飾，甚至也可對村莊、房屋外觀、室內裝潢以及居民管理進行詳細定製（如：頒布法案、擴建房屋，擺放家具等）。此外，收集物品也是該系列的一大特色之一，在遊玩中玩家可在探索村莊的同時，蒐集村莊物品（如：種子，木頭，貝殼、水果等物品）。在蒐集完畢後，玩家根據個人需求將其保留或出售，以換取遊戲中的貨幣鈴錢。除外，玩家也可將其作為原材料進行加工或是將其贈送給居民。
遊戲除單人遊玩外，也可連接至互聯網並透過任天堂網絡（Wii、任天堂3DS和Wii U）或任天堂Switch Online（任天堂Switch）與其他好友一同遊玩或是拜訪各自村莊。除外，玩家也可通過村莊告示牌和儲物櫃給對方傳送訊息或是儲存物品。

### 主要角色
狸克（Tom Nook）
狸貓。性別男。在動物村中開設一間雜貨店。面對剛搬來的居民會給予初期明確目標，藉此熟悉村莊的一切，在《集合啦！動物森友會》中，創立Nook Inc.（たぬき開発）並成為大老闆。
豆狸（Timmy）
狸貓。性別男。粒狸的哥哥。與弟弟都是狸克的學徒。
粒狸（Tommy）
狸貓。性別男。豆狸的弟弟。與哥哥都是狸克的學徒。
寿伯（Tortimer）
烏龜。性別男。動物村的村長。在《集合啦！動物森友會》中，己退休並在巴獵島負責寄送和保管行李服務（有時會變身成為“橡伯”並贈送橡栗）。
程信雄（Pete）
鵜鶘。性別男。是個送信員。
宋信子（Pelly）
鵜鶘。性別女。公所的職員，負責白天工作。宋信美的妹妹。擁有與姐姐完全相反非常溫柔的個性。
西施惠（Isabelle）
小狗。性別女。公所的職員，全天候上班。在《走出户外 動物森友會》中首次登場。
宋信美（Phyllis）
鵜鶘。性別女。公所的職員，負責晚上工作。宋信子的姐姐。個性給人的感覺就是位毒舌家。
傅達（Blathers）
貓頭鷹。性別男。博物館的館長。傅珂的哥哥。對於化石、昆蟲、魚種还有海洋生物有相當的研究，總是讓人問一句答十句。虽然討厭昆蟲類，但愿意接受玩家的昆虫捐赠并给玩家解说。夢想是在博物館裡展示雷龍的化石。
傅珂（Celeste）
貓頭鷹。性別女。天文館的館長。傅達的妹妹。但在《集合啦！動物森友會》中沒有屬於自己的天文館。
老闆（Brewster）
鴿子。性別男。博物館地下（《集合啦！動物森友會》為博物館二樓美術品展覽室左邊）咖啡廳「鴿子之巢」的老闆。非常話少。泡的咖啡是全村公認最美味的。
K.K.（K.K. Slider）
狗。性別男。是個街頭音樂家。使用的樂器為吉他。以前是在車站前演奏，現在每個禮拜六晚上都會在「鴿子之巢」（《歡迎來到 動物森友會》）或廣場（《集合啦！動物森友會》）演奏音樂給客人聽。
電源叔叔（Mr. Resetti）
地鼠。性別男。擁有強烈的正義感，對於做壞事和惡作劇（例如未存檔便退出游戲）的傢伙絕對不原諒。在《集合啦！動物森友會》中因遊戲開始支持自動存檔而改行負責「！緊急逃脫服務」救援。
海项（Wendell）
海象。性別男。是個放浪畫家。
麻兒（Sable）
刺蝟。性別女。與妹妹絹兒一起在動物村中經營著裁縫店。
絹兒（Mabel）
刺蝟。性別女。與姐姐麻兒一起在動物村中經營著裁縫店。
狐利（Crazy Redd）
狐狸。性別男。不定期出現在動物村開設露天商店，販售的商品幾乎都是假貨，在《集合啦！動物森友會》中，狐利會在北方碼頭的船上開設海上商店，亦會在巴獵島中經營商品並設有抽獎箱，他的船亦是玩家收集艺术品的来源。

## 作品
| 2001 | 動物森友會                     |
| 2001 | 動物森友會+                    |
| 2002 |                                |
| 2003 | 動物森友會e+                   |
| 2004 |                                |
| 2005 | 歡迎來到 動物森友會            |
| 2006 |                                |
| 2007 |                                |
| 2008 | 動物森友會 城市大家庭          |
| 2009 | 任天堂DSi計算器 動物森友會款   |
| 2009 | 任天堂DSi時鐘 動物森友會款     |
| 2010 |                                |
| 2011 |                                |
| 2012 | 走出戶外 動物森友會            |
| 2013 | 動物森友會廣場                 |
| 2014 |                                |
| 2015 | 動物森友會 快樂之家設計師      |
| 2015 | 動物森友會 amiibo節日          |
| 2016 | 走出戶外 動物森友會 amiibo+    |
| 2017 | 動物森友會 口袋露營廣場        |
| 2018 |                                |
| 2019 |                                |
| 2020 | 集合啦！動物森友會             |
| 2021 | 集合啦！動物森友會 快樂家樂園  |
| 2022 |                                |
| 2023 |                                |
| 2024 | 動物森友會 口袋露營廣場 集合版 |

| 遊戲名稱                                                                   | 發行日期 | 发售平台                    | 备注                                                                                                   |
| 主系列作品                                                                 | 主系列作品 | 主系列作品                  | 主系列作品                                                                                             |
| -------------------------------------------------------------------------- | --- | --------------------------- | --- |
| 《動物森友會》                                                             | - 日本：2001年4月14日 - 中国大陸：2006年6月                                                                                          | 任天堂64                    | 系列首作，具简体中文版（神游機）。                                                                     |
| 《動物森友會+》 Animal Crossing                                            | - 日本：2001年12月14日 - 北美：2002年9月15日 - 澳洲：2003年10月17日 - 欧洲：2004年9月24日                                            | 任天堂GameCube              | 首次在北美、欧澳区发行作品。                                                                           |
| 《動物森友會e+》                                                           | - 日本：2003年6月27日 | 任天堂GameCube              | 仅在日本发售，为北美、欧澳区本地化版移植版。                                                           |
| 《欢迎来到 动物森友会》 Animal Crossing: Wild World                        | - 日本：2005年11月23日 - 北美：2005年12月5日 - 澳洲：2005年12月8日 - 欧洲：2006年3月31日 - ：2007年12月6日                           | 任天堂DS                    | 是系列首款应用任天堂Wi-Fi连接的游戏。                                                                  |
| 《動物森友會 城市大家庭》 Animal Crossing: City Folk                       | - 美国：2008年11月16日 - 加拿大：2008年11月17日 - 日本：2008年11月20日 - 欧洲：2008年12月5日 - 澳洲：2008年12月4日 - ：2010年1月28日 | Wii                         | 是首款将Wii Speak外设应用于在线的Wii游戏。                                                             |
| 《走出戶外 動物森友會》 Animal Crossing: New Leaf                          | - 日本：2012年11月8日 - ：2013年2月7日 - 北美：2013年6月9日 - 欧洲：2013年6月14日 - 澳洲：2013年6月15日                              | 任天堂3DS                   | 是首款玩家可以扮演镇长的游戏。                                                                         |
| 《走出戶外 動物森友會 amiibo+》 Animal Crossing: New Leaf - Welcome Amiibo | - 日本：2016年11月23日 - 澳洲：2016年11月24日 - 欧洲：2016年11月25日 - ：2016年12月1日 - 北美：2016年12月2日                         | 任天堂3DS                   | 前作《走出戶外 動物森友會》发布大型更新後的新版本，随后发行实体版。                                    |
| 《集合啦！動物森友會》 Animal Crossing: New Horizons                       | - 全球：2020年3月20日 | 任天堂Switch                | 首度同時支援繁簡中文並有中文標題。 系列官方譯名改為“動物森友會”。 2021年11月5日新增DLC《快樂家樂園》。 |
| 其他作品                                                                   | |                             | |
| 《任天堂DSi计算器 动物森友会款》 Animal Crossing Calculator                | - 日本：2009年2月25日 - 北美：2009年5月4日 - 欧洲：2009年6月5日 - 中国大陸：2010年2月11日                                            | 任天堂DSi （任天堂DSiWare） | |
| 《任天堂DSi时钟 动物森友会款》 Animal Crossing Clock                       | - 日本：2009年4月1日 - 北美：2009年5月4日 - 欧洲：2009年6月5日 - 中国大陸：2010年1月21日                                             | 任天堂DSi （任天堂DSiWare） | |
| 《动物森友会广场》 Animal Crossing Plaza                                   | - 北美：2013年8月7日 - 欧洲：2013年8月7日 - 日本：2013年8月8日                                                                       | Wii U                       | 限时免费下载，类似于系统WaraWara Plaza （页面存档备份，存于）的Miiverse应用。                          |
| 《动物森友会 快乐之家设计师》 Animal Crossing: Happy Home Designer         | - 日本：2015年7月30日 - 北美：2015年9月25日 - 欧洲：2015年10月2日 - 澳洲：2015年10月3日                                              | 任天堂3DS                   | 以设计房屋为核心玩法的衍生游戏，是首款支持卡片式Amiibo的游戏。                                         |
| 《动物森友会 amiibo节日》 Animal Crossing: Amiibo Festival                 | - 北美：2015年11月13日 - 欧洲：2015年11月20日 - 日本：2015年11月21日                                                                 | Wii U                       | 以《動物森友會》為主題的雙陸遊戲                                                                       |
| 《動物森友會 口袋露營廣場》 Animal Crossing: Pocket Camp                   | - 澳洲：2017年10月25日 - 全球：2017年11月21日 - 臺港澳：2020年7月29日                                                                | Android、iOS                | 手机游戏，2024年11月28日晚上11時（UTC+8:00）結束線上服務。                                             |
| 《動物森友會 口袋露營廣場 集合版》 Animal Crossing: Pocket Camp Complete   | - 全球：2024年12月3日 | Android、iOS                | 手机游戏，為《動物森友會 口袋露營廣場》結束線上服務後發行的單機版。                                    |

## 影視作品
《劇場版 動物森友會》是改編自任天堂DS版遊戲「歡迎來到 動物森友會」的劇場版，於2006年12月16日在日本上映。

## 评价
| 游戏                  | Metacritic |
| --------------------- | ---------- |
| 動物森友會 (遊戲)     | 87         |
| 欢迎来到 动物森友会   | 86         |
| 動物森友會 城市大家庭 | 73         |
| 走出戶外 動物森友會   | 88         |
| 集合啦！動物森友會    | 91         |

动物森友会获得积极评价。每一部正傳作品皆为各自平台的畅销游戏。《动物森友会》售出232.1万套，《欢迎来到 动物森友会》售出1,175万套，《动物森友会 城市大家庭》售出338万套，《走出户外 動物森友會》已经售出1,308万套，《集合啦！動物森友會》已经售出4,585万套；主系列累计售出7,729万份。
《欢迎来到 动物森友会》的动画电影改编《動物森友會》2006年12月16日在日本上映。电影由OLM, Inc.制作，东宝销售。《动物森友會》票房赚得18亿日元（约1,920万美元）。
2008年Wii游戏《任天堂明星大乱斗X》使用動物森友會的大量元素。最显著的是改编自动物村庄的舞台“Smashville”，其景色会随Wii系统时钟变化；游戏还使用了初代游戏的数首重混或提取音乐。在全部动物森友會中出现的地鼠電源叔叔和陷阱种子，分别是游戏可用的乱一下人物和道具。《大乱斗》还有24个基于动物森友會角色和道具的收集奖杯。
《Wii音乐》有两首可玩音乐来自动物森友会。
《任天堂大陆》的小游戏《动物森友会 甜蜜之日》改编自动物森友會游戏系列。游戏中使用Wii遥控器的玩家（1－4人）大量收集场地中的糖果，另一名玩家扮演庄园主使用Wii U手柄模拟棒子，扑捉其他玩家。
在2014年5月底发售的《马里奥赛车8》中，在其追加下载内容中，增加了“村民”和“西施惠”的角色以及动物森友會系列主题的赛道。
在2014年9月起发行的《任天堂明星大亂鬥3DS/Wii U》中，一名叫“村民”的玩家角色将代表动物森友会系列参与格斗。他的招式是使用网和陷阱诱捕其他玩家。
在2018年12月7日发行的《任天堂明星大亂鬥 特別版》中，西施惠亦成為第二位代表此系列的的角色參與格鬥。她的招式是使用系列作中各種手持道具進行攻擊，例如使用魚竿勾起對手，啦啦打氣球攻擊，埋下土偶火箭，兔子氣球升天，禁止跑步標誌等技能攻擊以及阻礙其他玩家。